# South Gate (Californie)
South Gate est une municipalité située dans le comté de Los Angeles, dans l'État de Californie, aux États-Unis. Au recensement de 2000 sa population était de 94 396 habitants.

## Géographie
Selon le Bureau de recensement, la ville a une superficie de 19,4 km2, dont 0,3 km2 de plans d'eau, soit 1,60 % du total.

## Démographie
| Groupe            | South Gate | Californie | États-Unis |
| ----------------- | ---------- | ---------- | ---------- |
| Blancs            | 50,8       | 57,6       | 72,4       |
| Autres            | 43,0       | 17,0       | 6,2        |
| Métis             | 3,7        | 4,9        | 2,9        |
| Afro-Américains   | 0,9        | 6,2        | 12,6       |
| Amérindiens       | 0,9        | 1,0        | 0,9        |
| Asiatiques        | 0,8        | 13,1       | 4,8        |
| Océaniens         | 0,1        | 0,4        | 0,2        |
| Total             | 100        | 100        | 100        |
|                   |            |            |            |
| Latino-Américains | 94,8       | 37,6       | 16,7       |

| 1930   | 1940   | 1950   | 1960   | 1970   | 1980   |
| ------ | ------ | ------ | ------ | ------ | ------ |
| 19 632 | 26 945 | 51 116 | 53 831 | 56 909 | 66 784 |

| 1990   | 2000   | 2010   | - | - | - |
| ------ | ------ | ------ | - | - | - |
| 86 284 | 96 375 | 94 396 | - | - | - |